# Auguste Rodin
François-Auguste-René Rodin (Párizs, 1840. november 12. – Meudon, Île-de-France, 1917. november 17.) francia szobrászművész.

## Jelentősége

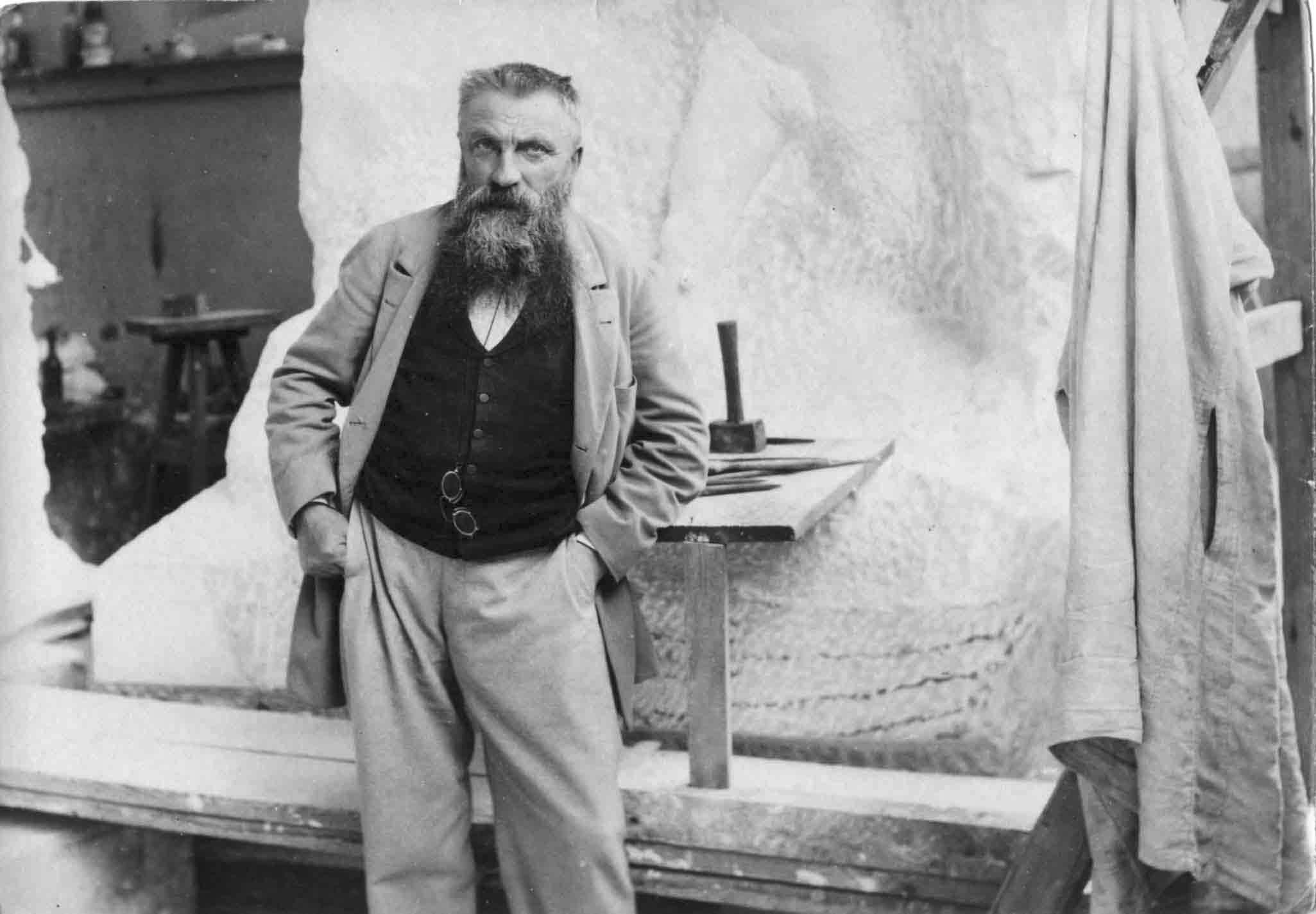
Rodin a műtermében, 1898

Rodin életteli, drámai, szenvedélyes megfogalmazású, érzelemgazdag szobrai a historizmus ellenpólusát képezik, művészete a modern szobrászat kiindulópontja. A szimbolizmussal éppen oly sok szál köti össze, mint az impresszionizmussal. Legtöbb alkotását a Rodin Múzeum őrzi Párizsban, művei közül néhány látható a budapesti Szépművészeti Múzeumban is, szobrainak másolatai benépesítik az európai műveltséghez kötődő világot. S mindezt reménytelenül súlyos rövidlátásával küzdve érte el!

## Életpályája

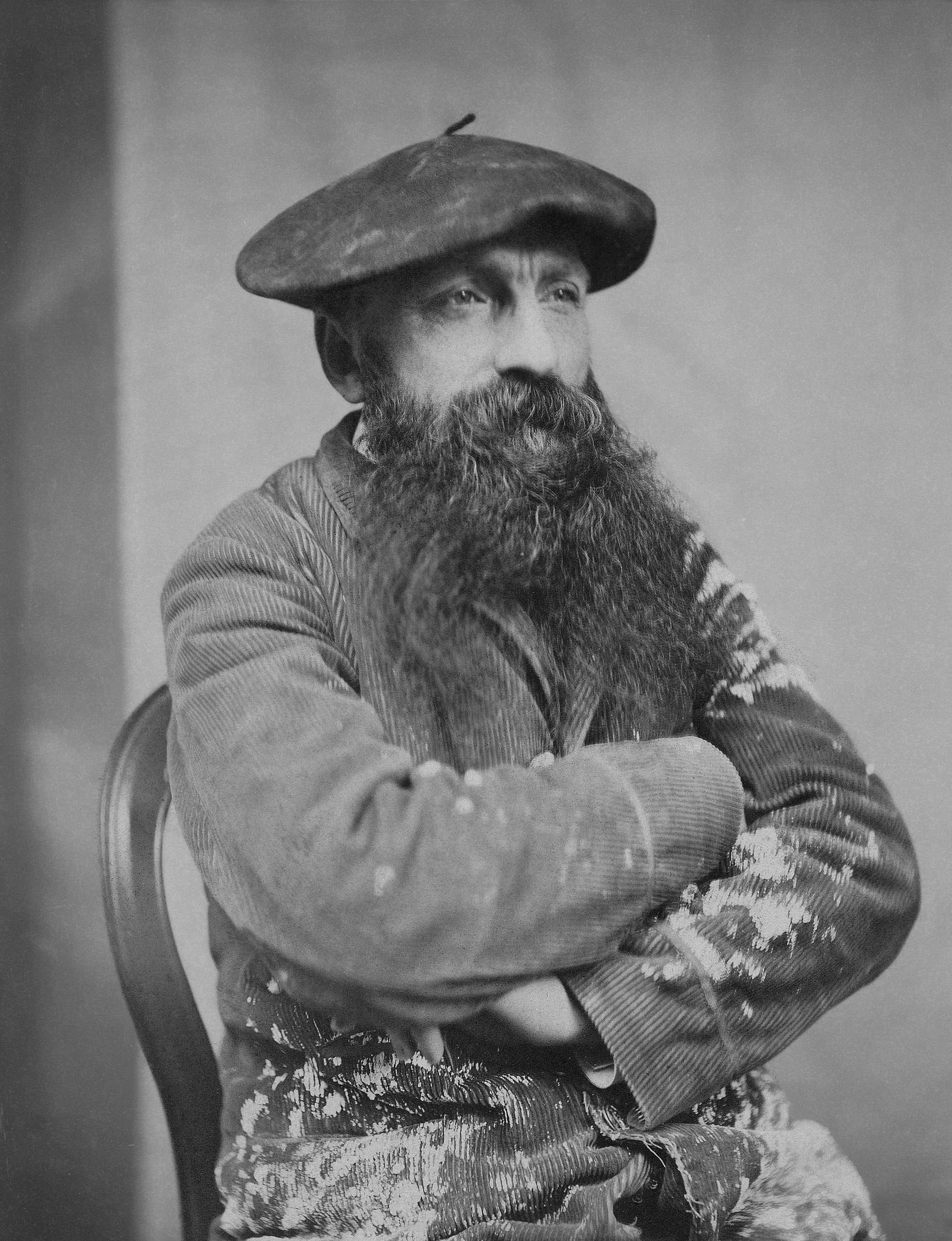
Auguste Rodin

Auguste Rodin egyszerű családban született Párizsban, miután normandiai nincstelen paraszt apja, két leánygyermekével oda költözött. Családnevük a dialektusukban vöröset jelent és valóban, ezt a család minden tagja magán viselte. Már gyermekkorában szívesen rajzolgatott, de azt apja és paptanárai veréssel torolták meg. Alapiskoláinak üggyel-bajjal történt elvégzése után felvételizett az École des Beaux-Arts-ra. Háromszor is megpróbálta, azonban ez a főiskola merev, akadémikus, sznob légköre miatt nem sikerülhetett. Kőfaragóként kellett megkeresnie kenyerét. Lelki válságba került, be akart lépni az Oltáriszentség rendbe, végül nem tette meg, de 1863-ban megmintázta a rend megalapítójának, Eymard atyának a mellszobrát, ez volt az első szobra.
Sikerült bejutnia a Louvre néhány tanfolyamára, s ott Bayre, majd Jean-Baptiste Carpeaux (1827–1875) irányítása alatt dolgozott. Behatóan tanulmányozta a görög szobrászat emberábrázolását és a gótikus képzőművészetet. Később a sèvres-i manufaktúrában Carrier-Belleuse (1824–1887) mellé került, porcelánfestőként, s az ő mellszobrát is elkészítette. Párizsban, de más városokban is, épületek szobordíszeit mintázta. Járt Belgiumban és Olaszországban is, 1876-os olasz útján nagy hatással volt rá Michelangelo művészete.

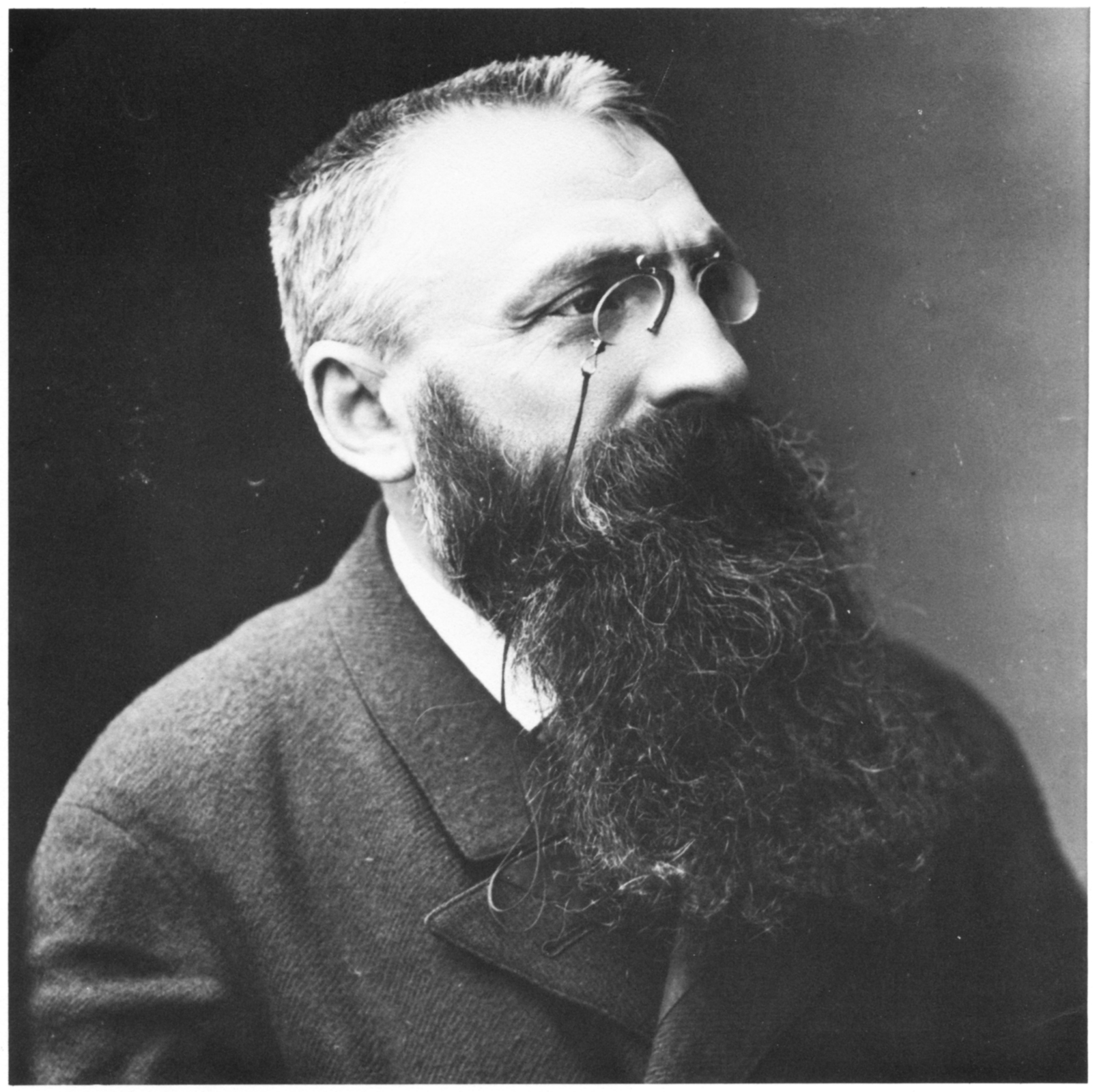
Rodin arcképe (Nadar, 1893)

Első jelentős alkotását 1875-ben mintázta meg: egy bronzba öntött fiatal férfialakot, Érckorszak címmel. Ebben rendkívüli részletgazdagsággal ábrázolta a nyújtózkodó férfi figuráját, nagyszerű, feszes mozdulatával az ember öntudatra ébredését sűríti egyetlen, kifejező, művészi pillanatba. E szobra élénk vitát eredményezett az 1877-es párizsi Salonon, azzal gyanúsították meg, hogy a szobor élő alakról készült gipszöntvény. Keresztelő Szent János szobra 1879-ben született, először egy meztelen férfitorzót (Lépő ember) készített előtanulmányképpen, melyen expresszív erővel hangsúlyozta a test gazdagon kidolgozott izmait. Ettől kezdve nagy számban készítette a mellszobrokat és emlékműveket.
Első nagy kompozíciója a hat alakból álló A calais-i polgárok szoborcsoport, majd Balzac és Victor Hugo emlékműve. Nagy huzavona volt A calais-i polgárok körül, Calais város vezetése méltatlannak találta városához Rodin művét, végül csak ráálltak a befogadására, s egyre inkább ez a legnagyobb büszkeségük. A hatalmas erőt sugárzó Balzac szobrot nagy tiltakozással utasította el a francia írók szövetsége, majd csak 1939-ben kerülhetett méltó helyére. Ma Párizs egyik büszkesége, amellyel nemcsak a Rodin Múzeumnál, hanem a Raspail és Montparnasse sugárutak kereszteződésénél is találkozhatunk, a Montparnasse negyedben. Másolatát New Yorkban is felállították.
Valójában Dante Isteni színjáték (La Divina Commedia) című alkotása Pokol c. része ihlette Rodint, amikor A Pokol kapujának megalkotása foglalkoztatta. Számos kompozíciót külön előre megalkotott a Pokol kapujához, ezek voltak: Ádám, A gondolkodó, A három árny. 1880-ban készült el velük. Éva szobrát 1881-ben alkotta ugyancsak a Pokol kapujához, amely ma a Rodin Múzeum udvarán látható.

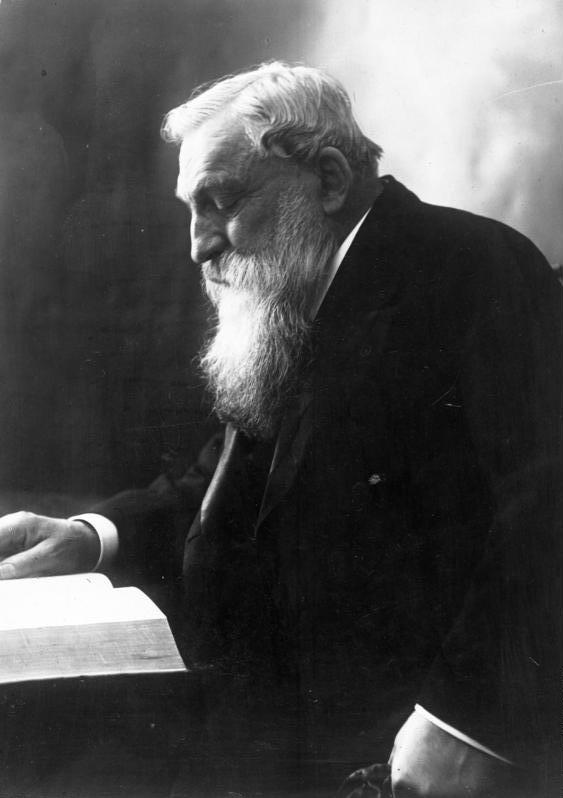
Rodin (1914)

Számos emlékezetes alkotás született keze nyomán, A csók, Paolo és Francesca 1886-ban, A fájdalom 1887-ben, majd az Örök tavasz és a Danaida. Az Örök tavaszból az életöröm sugárzik és az optimizmus, a Danaidában a végzet által letaglózott mitológiai hősnőt ábrázolja, ebbe az ábrázolásba Rodin belekomponálta a megmunkálatlan anyagot is, ezáltal felerősítette a fájdalom és a vereség hatását.
1900-ban rendezte műveiből első gyűjteményes kiállítását, 168 alkotással. Ekkor már dicsősége csúcspontjára jutott. Utolsó éveiben írásban is rögzítette gondolatait a gótikus középkori katedrálisokról, s egyes művészetelméleti kérdésekről. Ez utóbbi kapcsán kifejti például, hogy szerinte hogyan kell ábrázolni a mozgást:
„A mozgás átmenet egyik testhelyzetből a másikba, az alakoknak nem szabad valamilyen merev tartásban megrekedniök. A gipszöntvény nem annyira természetes, mint a szobrom; én jobban megőrzöm emlékezetemben a 'pózt'; mint maga a modell, s ezen felül belső életet is adok neki.”

## Művei (válogatás)

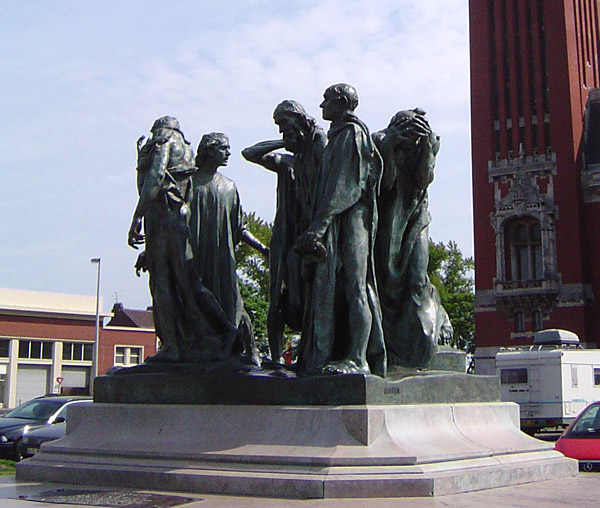
A calais-i polgárok

- Érckorszak (L'Âge d'airain (Musée d'Orsay), ( berlini, budapesti példányainál: „Bronzkor”) (1875) kép: Bp., Szépművészeti M.)
- Keresztelő Szent János (Saint Jean Baptiste) (1879 (Musée d'Orsay)
- A gondolkodó (Le Penseur) (1880) (Rodin Múzeum, Másolatok sok városban) (kép)
- Ádám (Adam) (1880) (Rodin Múzeum)
- A három árny (1880) (Rodin Múzeum)
- Éva (Ève) (1881) (Rodin Múzeum)
- A katedrális (La Cathédrale) (Rodin Múzeum) (kép)
- Danaida (1885) (Rodin Múzeum)
- A csók (Le Baiser) (1886) (Rodin Múzeum)
- Paolo és Francesca (1886) (Rodin Múzeum)
- A fájdalom (1887)
- A calais-i polgárok (Bourgeois de Calais) (1898) (Calais városában köztéri szobor)
- Balzac emlékműve (1898) (Rodin Múzeum)
- Victor Hugo emlékműve (1899)
- Ugolino (Ugolin et ses enfants) (1901-04)
- A Pokol kapuja (La Porte de l'enfer) (1913) (Rodin Múzeum)
- Örök tavasz (Le printems éternel: Rodin Múzeum)(kép: Bp., Szépművészeti M.)
- Az érett kor (L'âge mûr)
- Danaida (La Danaïde) (Rodin Múzeum)
- A művészet (L'art)
- Illusztrálta de Baudelaire Romlás virágai (Fleurs du Mal) c. gyűjteményes kötetét és d'Octave Mirbeau Szenvedések kertje (Le Jardin des supplices) c. regényét a Gallimard Kiadó számára 1899-ben.

## Írásai magyarul
- Rodin beszélgetései a művészetről; összegyűjt. Paul Gsell, ford. Farkas Zoltán; Franklin, Bp., 1914 (Kultúra és tudomány)
- Beszélgetések a művészetről; összegyűjt. Paul Gsell, ford. Farkas Zoltán, bev. Pátzay Pál; Franklin, Bp., 1943
- Beszélgetések a művészetről; összegyűjt. Paul Gsell, ford. Farkas Zoltán; Akadémiai, Bp., 1988 (Egyéniség és alkotás)

## Galéria

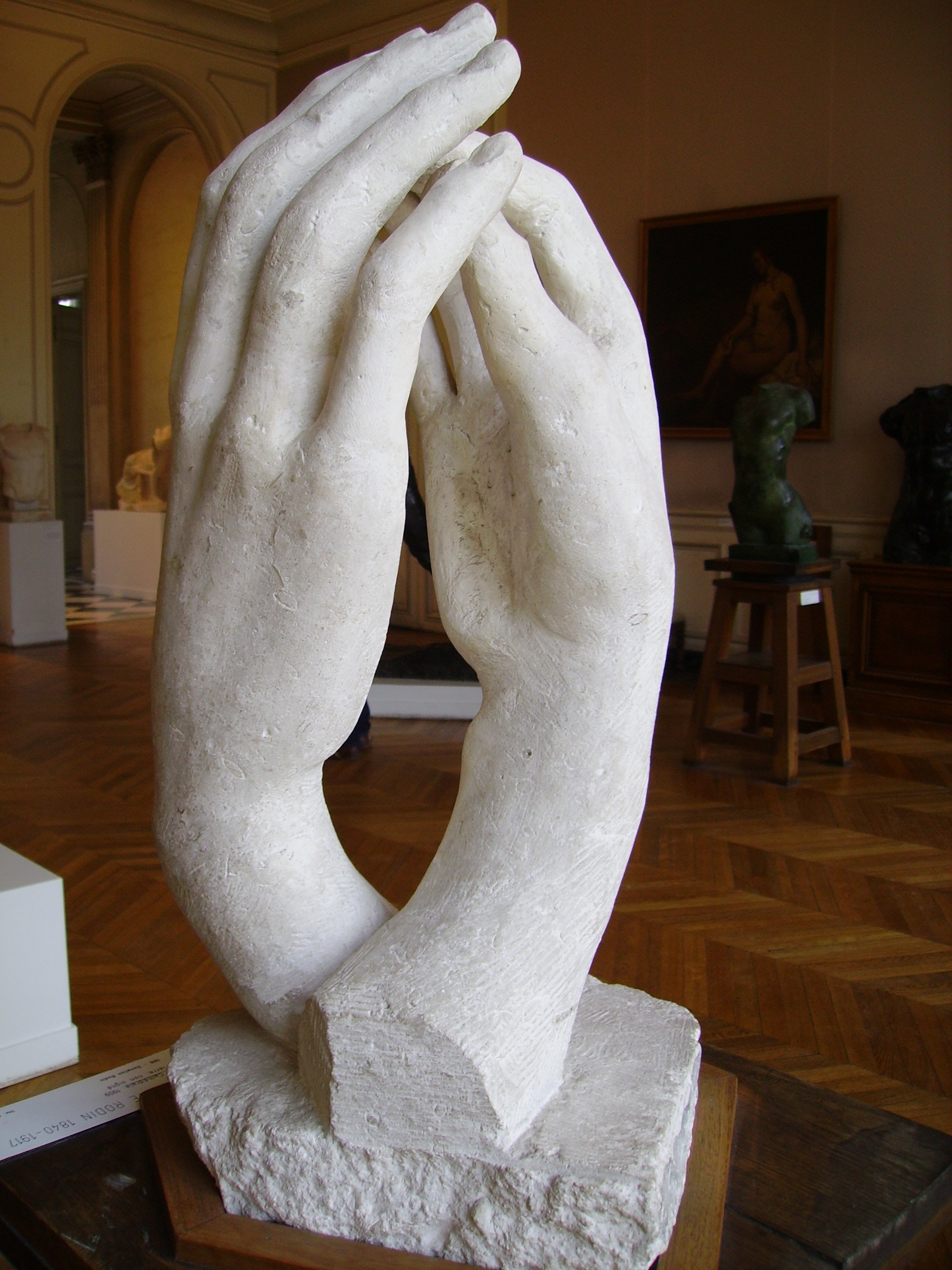
A katedrális
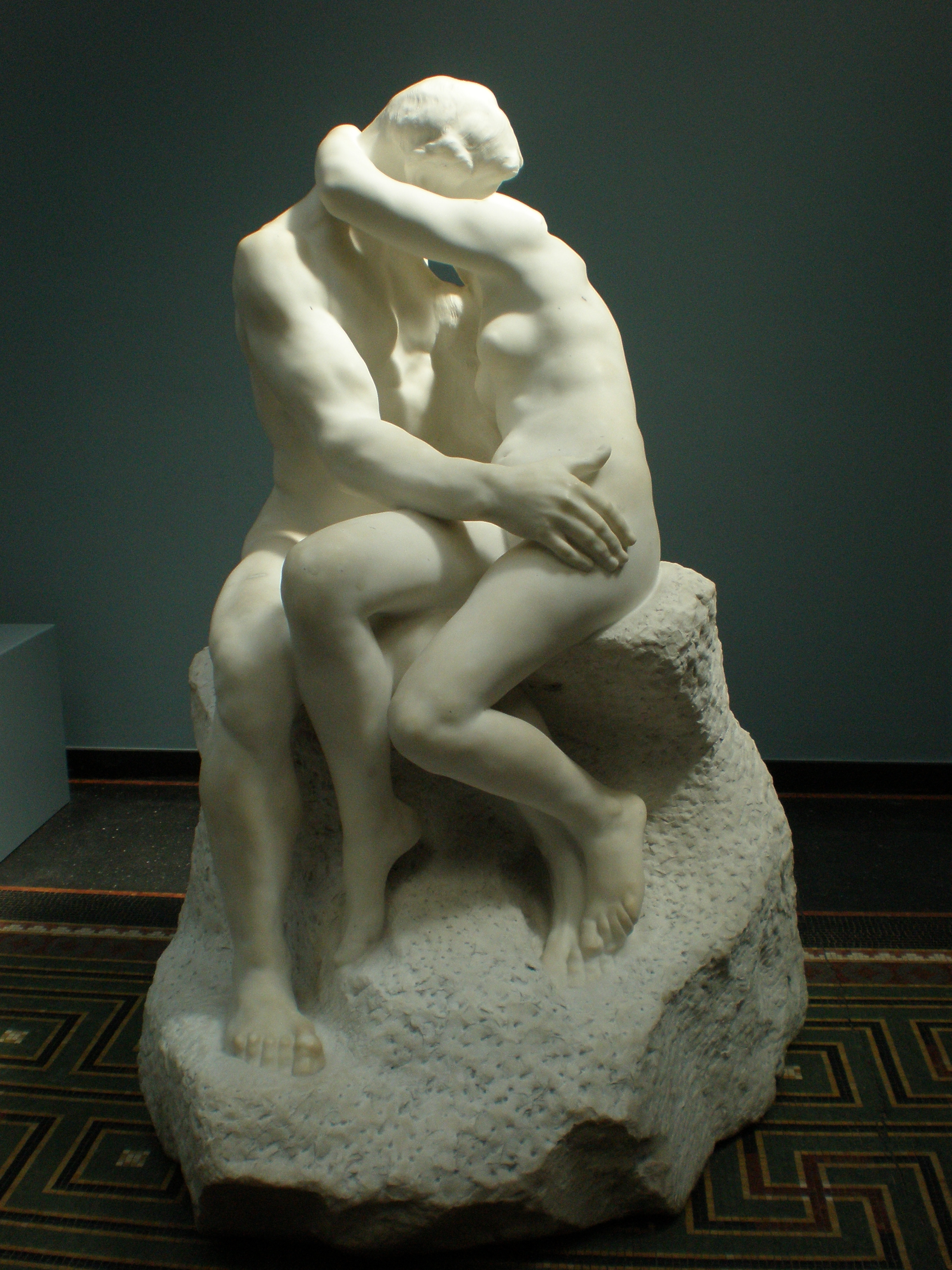
A csók (a szobor harmadik másolata, Ny Carlsberg Glyptotek, Dánia)
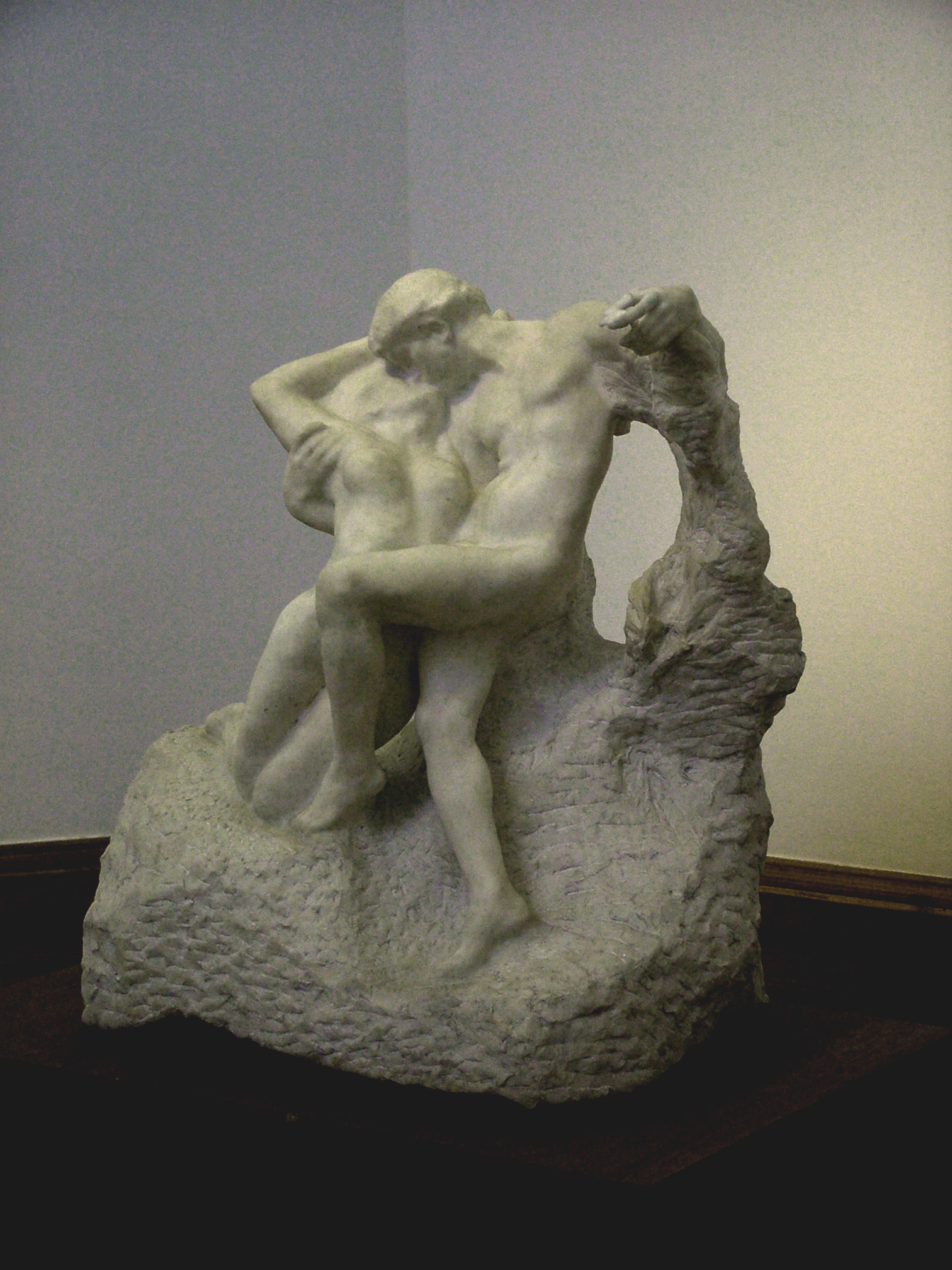
Örök tavasz
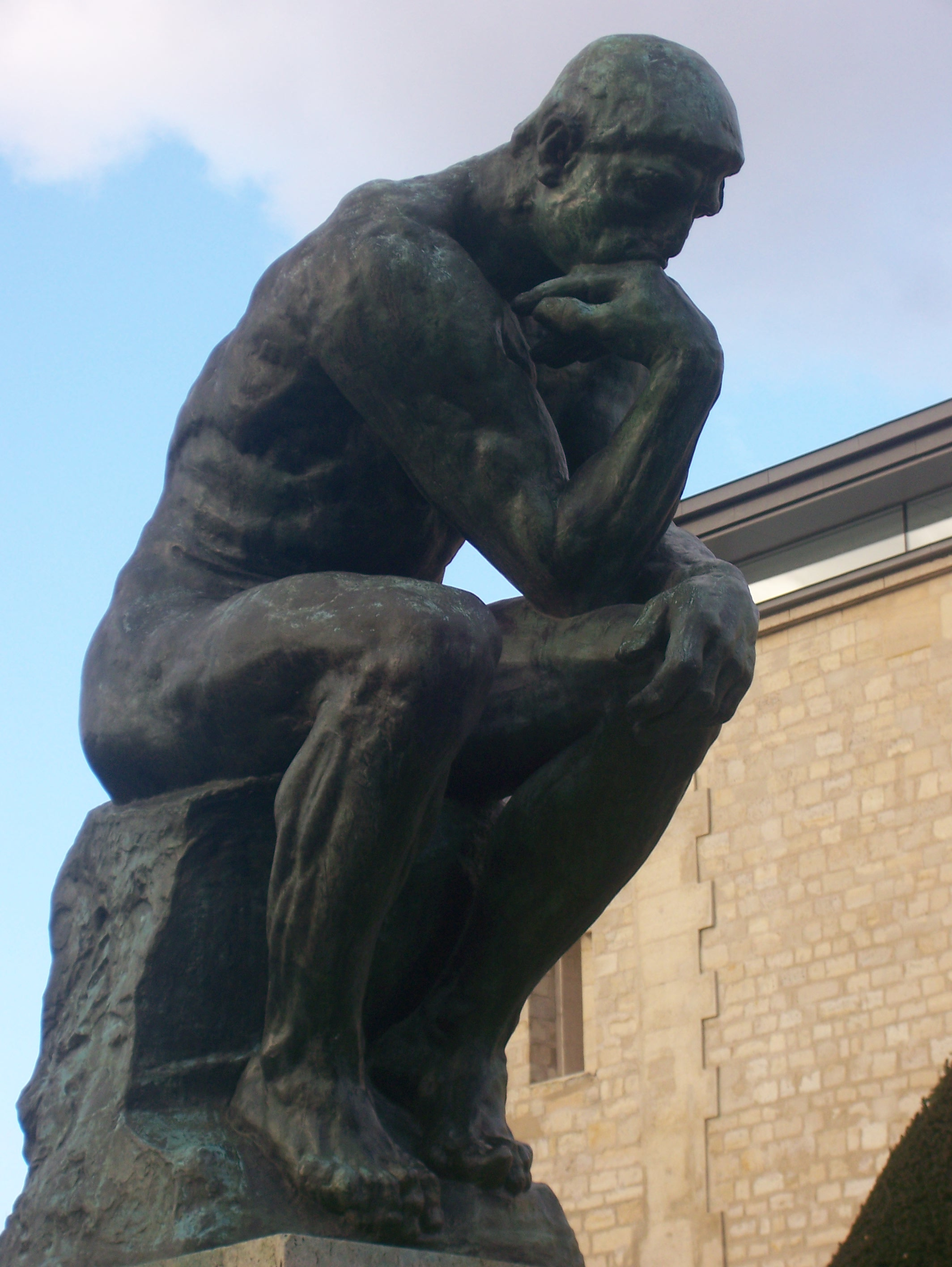
A gondolkodó
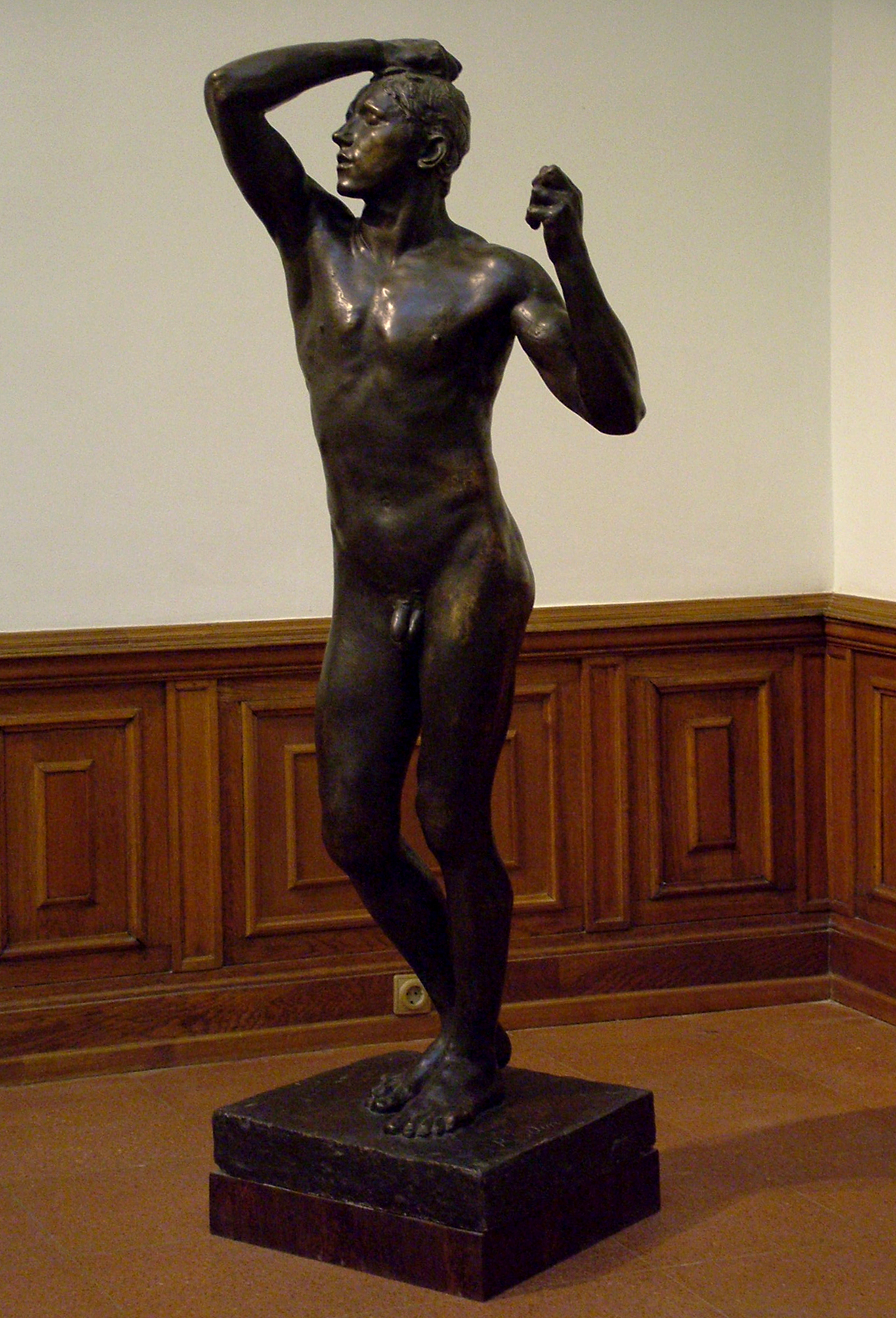
Bronzkor
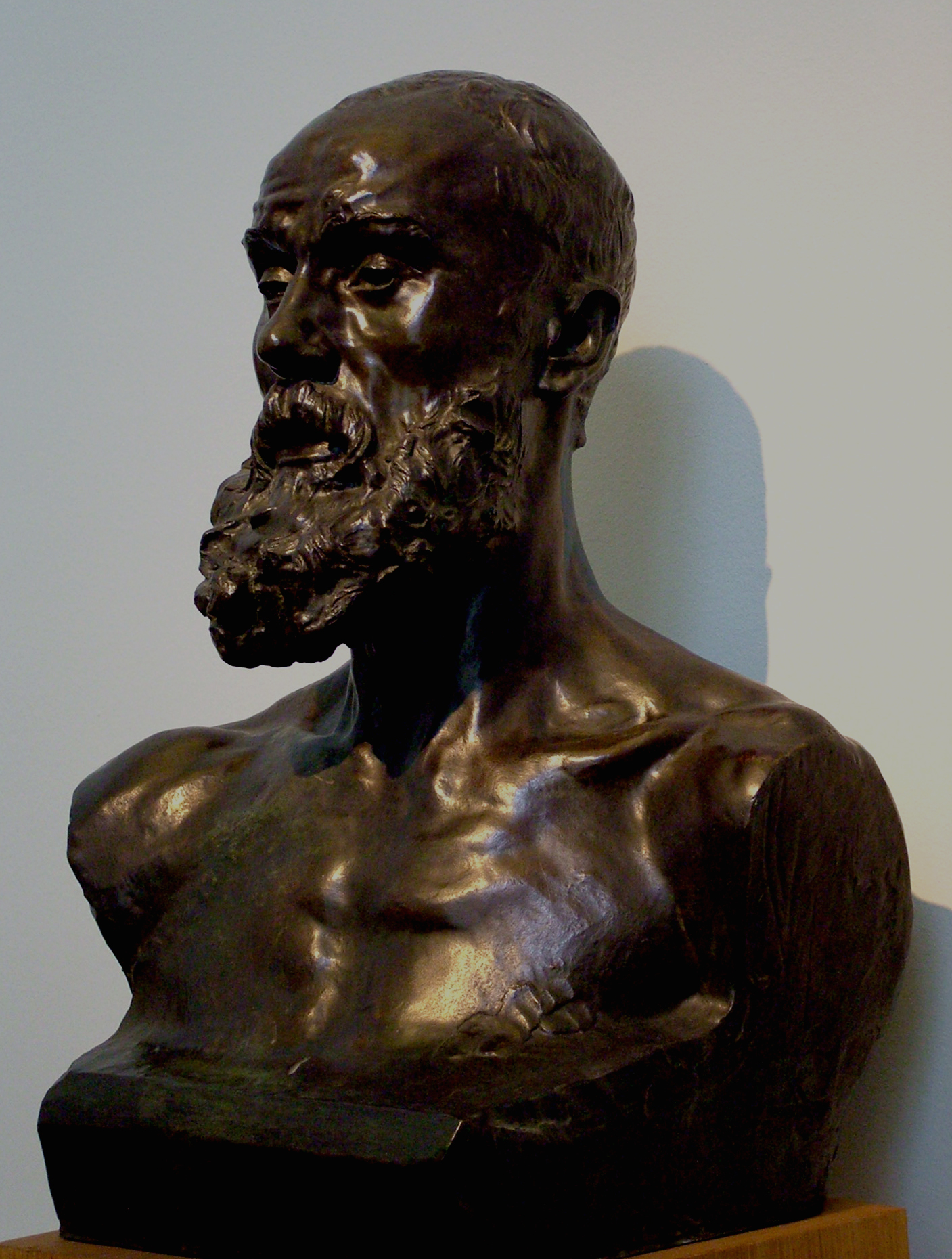
Férfi mellszobra

### Időszaki kiállítások
- Vidéo francia nyelven, Waroux kastély, Liège közelében Belgiumban, 2007. áprilistól júniusig

### Játékfilm
- Rodin – Az alkotó (Jacques Doillon 2017-es életrajzi filmje, Rodin halálának 100. évfordulójára)